# Адмірал Макаров (фрегат)
«Адмірал Макаров» (рос. Адмирал Макаров) — військове судно ВМФ Росії, третій фрегат проєкту 11356Р («Буревісник»), класу «Адмірал Григорович», флагман і один із найновіших кораблів російського флоту. Дислокується в тимчасово окупованому росіянами Севастополі. Названий на честь віцеадмірала російського імператорського флоту, уродженця Миколаєва, Степана Макарова.
Судном керує колишній український військовий, уродженець Вінниччини, військовий злочинець і колаборант із Росією капітан 1 рангу Григорій Бреєв, який 2014 року зрадив українську військову присягу та склав присягу ЗС РФ.

## Опис
Фрегат закладено в лютому 2012 року на суднобудівному заводі «Янтар» у Калінінграді, спущено на воду у вересні 2015 року. Судно введено в дію 2017 року.
Заявлена довжина — 124 метри, ширина — 15 м. Екіпаж фрегата — 180 осіб. На озброєнні можуть бути гармати, зенітна артилерія, ракетні установки.
Станом на початок 2022 року ЧФ РФ мав три фрегати проєкту 11356Р, ще кілька подібних суден РФ будувала для ВМС Індії.
У кодифікації НАТО такі кораблі мають маркування «Krivak V», це серія російських багатоцільових фрегатів другого рангу з керованим ракетним озброєнням ближньої, далекої морської та океанської зони.

## Бойове застосування
З 2018 року судно брало участь у вторгненні РФ до Сирії, воювало в складі оперативного з'єднання ВМФ РФ у Середземному морі.

### Російсько-українська війна
2022 року брав участь у повномасштабному вторгненні Росії до України, з його борту запускали крилаті ракети «Калібр» по Україні.

#### Передчасна інформація про ураження
5 травня окремі українські ЗМІ 2022 року оприлюднили фейк, що Збройні сили України атакували судно поблизу острова Зміїний та на кораблі виникла пожежа також ЗМІ зауважили на зміну в статистиці знищених кораблів та катерів.
6 травня з'явилася інформація про активність авіації РФ та вихід рятувальних суден з тимчасово окупованого Криму в район подій, видання припускало що корабель уражено та він лишається на плаву.. Одночасно видання вказували на відсутність підтвердження пошкодження судна від ЗСУ.
7 травня у ЗМІ з'явилася інформація, що морська ціль, ураження якої з'явилося у зведенні Генерального штабу ЗСУ була не «Адміралом Макаровим», а десантним катером типу «Серна». Того самого дня було підтвердження цієї інформації від офіційної особи, позаштатного радника голови Офісу президента України Олексія Арестовича.

#### Пошкодження
29 жовтня 2022 року кораблі ЧФ РФ у Севастопольській бухті було атаковано за допомогою 9 повітряних дронів та 7 автономних морських безпілотних апаратів. Російська окупаційна влада стверджувала, що атаку здійснили військові українського 73-го морського центру спецоперацій. Унаслідок атаки, імовірно, було пошкоджено кілька суден ВМФ РФ, зокрема, «Адмірал Григорович», «Адмірал Макаров» та морський тральщик «Іван Голубець».
7 вересня 2023 року росіяни оголосили, що судно було виведено на бойове чергування до Чорного моря. Але за тиждень стало відомо, що фрегат не міг самостійно пересуватися, його буксирували два катери.

## Характеристики
- Водотоннажність — 3830 т (стандартна), 4035 т (повна).
- Довжина — 124,8 м (для порівняння: футбольне поле має довжину 105 м).
- Ширина — 15,2 м.
- Занурення — 4,2 м, найбільший — 7,5 м.
- Двигуни — дизель-газотурбінна енергетична установка.
- Швидкість ходу — від 14 вузлів в економічному режимі до 30 вузлів (повна швидкість, близько 55,5 км/год).
- Дальність плавання — 4850 миль (на швидкості у 14 вузлів).
- Автономність плавання — 30 діб.
- Екіпаж — 180 осіб.

## Озброєння
- Радіолокаційне озброєння: станції радіолокації «Фрегат-М2М» «і Позитив-М1.2», а також корабельна навігаційна станція радіолокації кругового огляду «Вайгач-У».
- Радіоелектронне озброєння: бойова інформаційно-керівна система «Требование-М» або «Сигма», корабельний комплекс радіоелектронного придушення «Смєлий», радіолокаційні системи управління стрільбою артилерії та ракетною зброєю «Пума» та «Вимпєл».
- Тактичне ударне озброєння: крилаті ракети «Калібр».
- Артилерія: універсальна корабельна артустановка А-190 «Універсал» (100 мм).
- Зенітна артилерія: дві корабельні автоматичні артилерійські установки калібром 30 мм АК-630М.
- Ракетне озброєння: універсальні пускові установки на 8 крилатих ракет «Калібр» (можуть вражати морські цілі на 400 км, сухопутні — на 2000 км) та «Онікс» (надзвукові протикорабельні ракети), 8 ракетних комплексів ППО «Ігла-С» або «Верба».
- Авіаційна група: вертоліт Ка-27ПЛ або Ка-31 у палубному ангарі, БПЛА «Орлан-10».
- Корабель оснащений протичовновим та мінно-торпедним озброєнням.